# Szakácskönyv

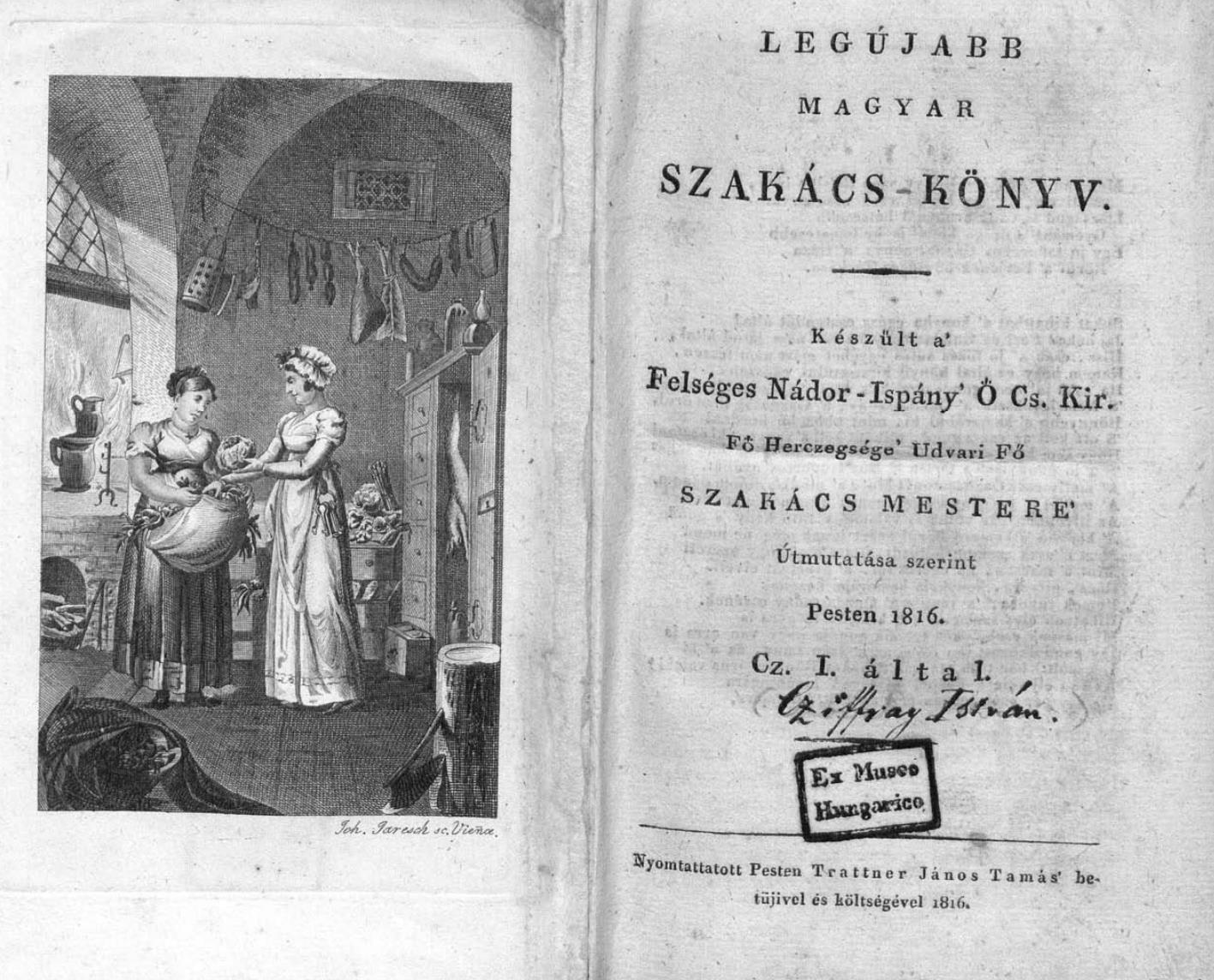
Legújabb magyar szakácskönyv / készült a' Felséges Nádor-Ispány ... udvari fő szakács mestere' útmutatása szerint ... Cz. I. által, 1816

A szakácskönyv konyhai alapanyagok (húsok, zöldségek, gyümölcsök, gabonafélék, tészták, fűszerek stb.), főzési módszerek és technológiák, valamint gasztronómiai receptek leírását tartalmazó, gyakran gazdagon illusztrált gyűjtemény.

## Az első szakácskönyvek

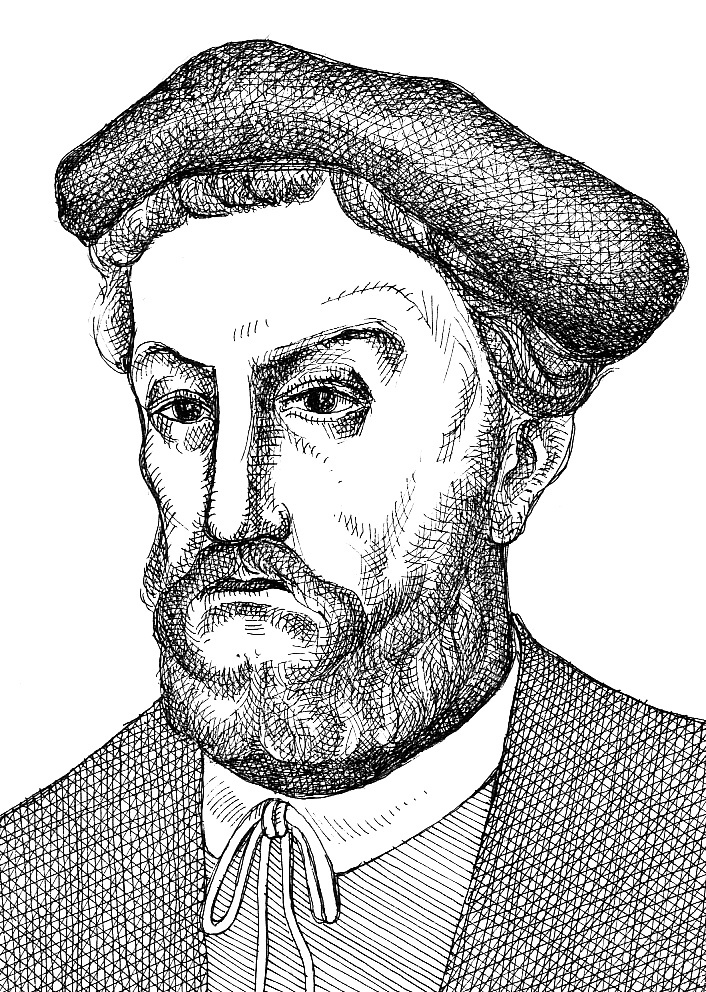
Misztótfalusi Kis Miklós arcképe, Muhi Sándor grafikája

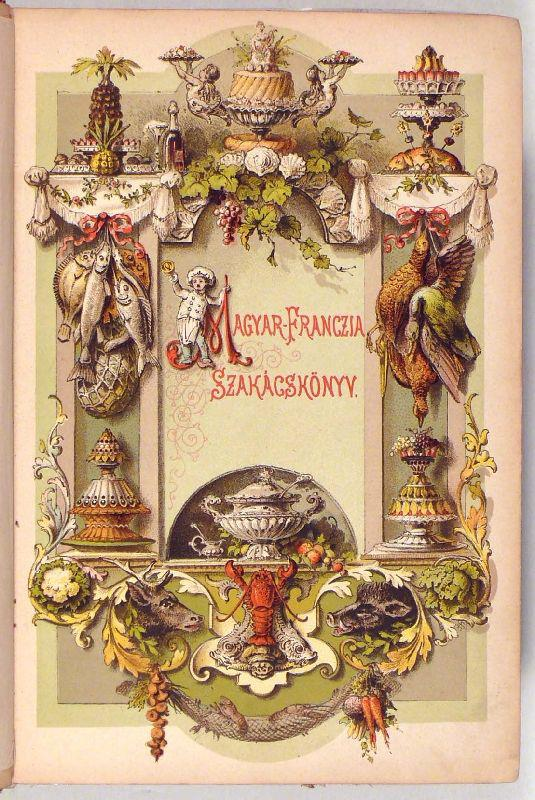
Dobos C. József: Magyar-francia szakácskönyv (1881)

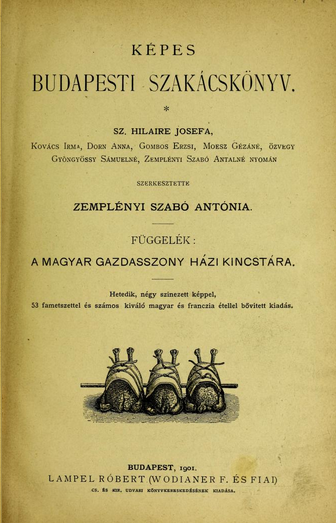
Saint-Hilaire Joséfa: Képes Budapesti Szakácskönyv (1901). 1864-től számos kiadásban megjelent

Az első szakácskönyvek megjelenése a legrégebbi kultúrákhoz kapcsolódik: az indiai, kínai és zsidó konyhaművészethez. Kínában mintegy 3000 évvel ezelőtt adták ki a Sárga könyv nevű receptkönyvet.
Európában az első szakácskönyv katalán eredetű volt, és kéziratos formában jelent meg a középkorban. Az első nyomtatott európai receptgyűjteményt, a Platina néven író olasz humanista, Bartolomeo Sacchi latin nyelvű munkáját 1475-ben Rómában adták ki. A német könyvsorozat tíz évvel később indult.

## Az első magyar nyelvű szakácskönyvek
- Az első ismert magyar nyelvű nyomtatott szakácskönyv csak mintegy 200 évvel később, a 17. század végén jelent meg. A Szakáts mesterségnek könyvetskéje (Szakácsmesterségnek könyvecskéje) című művet Misztótfalusi Kis Miklós nyomdász, tipográfus adta ki Kolozsvárott 1695-ben, majd 1698-ban.[2] Ez azonban – mint címlapja hirdeti – egy korábbi (ismeretlen kiadási dátumú) kiadás bővítése volt. A kötet 334 receptet tartalmaz, első étele a káposzta kolozsvári módon, ezt követi a töltött káposzta. Többségében erdélyi ételeket írt le. Sokáig ez volt az egyetlen nyomtatott szakácskönyv. A 18. században változatlan kiadásokban jelent meg a könyv Nagyszombatban, Kolozsvárott, Kassán.[3] 1981-ben a Magvető Kiadó jelentette meg újra a kolozsvári szakácskönyvet egy kötetben a csáktornyai Zrínyi-udvar 17. századi kéziratos szakácskönyvével.
- Az első ismert szakácskönyvet, amelyben már anyaghányad is szerepel, Sárospatakon kézzel írták 1753-58 között. A könyv címe: „Ételek nemeiről vagy hellyesen lehető készítéseikről és más egyéb afféle szükséges házidolgokról írott könyv." A könyvben összesen 244 receptet és hasznos tanácsot olvashatunk. A legérdekesebb receptje a 77. számú:

„Sonka csinálás módgya egy sertéshez. Salétrom 1 font (56 dkg) Fenyőmag 1 font (56 dkg) Babérmag 2 loth (3,6 dkg) Babérlevél 4 loth (7,2 dkg) Só 2 kupa Bors 2 loth (3,6 dkg) Koriandermag 2 loth (3,6 dkg) Rozmaringlevél 2 loth (3,6 dkg) Spanyol csombor 2 loth (3,6 dkg)
„Ezen specieseket meg kell jól törni, s' egybe elegyíteni a' meleg sertéshúsba jól belé kell dörgölni, annakutánna egy megfúrt cseberbe vagy kádba belé-kell rakni, a jukát cseréppel betakarvaán, úgy hogy levének, mellyet magából kibocsát szabad menedék hellye légyen; ezt kívülről egy csappal jól bé-kell dugni, minden 24 órában a levét le-kell bocsátani, fellyülről újjólag reá tölteni, minden harmadnap a' húsokat ki kell szedni, és a mely fellyül volt, azt aloll rakni, s azt alsót fellyül ezen pátzban legyen 2 hétig, akkor egy darabotskát le-kell vágni, s megfőzvén, hogy elég piros-é és eléggé meg-járta é a' fűszer, ha nem, úgy tovább benne hagyda az ember. Ha pedig kész, úgy ki-veszi, tiszta kendőkkel jól ki-dörgöli a' nedvességet belőle, és 24 óráig szellős helyen tartya, annakutánna a füstre teszi, de arra vigyáz, hogy meleg füstön ne legyen."”

– Ételek nemeiről vagy hellyesen lehető készítéseikről és más egyéb afféle szükséges házidolgokról írott könyv. , Sárospatakon kézzel írták 1753-58 között.

- A 18. század végéről kéziratként maradt fenn a piarista rend levéltárában Simai Kristóf szakácskönyve, pontosabban 16 füzetből álló receptgyűjteménye. A szerző – színműíróként is ismert piarista tanár, az MTA tagja – kiadásra szánta gyűjteményét, mint azt a munkájához Körmöcbányán 1795-ben írt Előbeszédben is megfogalmazza: "(...) helyesnek, sőt hasznosnak is találtam, hogy egy új, 's jó rendbe szedett szakácskönyvnek készítéséhez fogjak, (...) az ilyes könyvre szükségek lévén kivált a házi gazdasszonyoknak (...)". Simai szakácskönyve közel kétszáz év elteltével jelent meg először nyomtatásban, szerkesztett, az eredeti nyelvezetet megtartó, de mai helyesírásra átírt változatban.[4] A kötet 604 receptet, s egy "Elegyes jegyzéket" tartalmaz, melyben a szerző különféle tanácsokat ad fűszerekkel, tartósítással kapcsolatban, s leírja például a mustárkészítés módját is.

"... a 18. század végi magyar konyháról alig akad megbízható forrásunk, az is inkább a szépirodalomból. Izgalmas, átmeneti időről van szó, kell még két évtized, hogy kialakuljon az a magyar konyha, ami a mostani ősének tekinthető. A kéziratban jól felismerhetők a táplálkozás archaikus elemei – például a kenyérre, zsemlyére tálalás –, ugyanakkor már megjelennek az új alapanyagok. (...) Simainál olvashatjuk az eddig ismert legkorábbi „kukoricás” ételleírást (polenta). Korai szakácskönyveinkben burgonyás étel nincs, kisebbfajta szenzáció, hogy a kéziratban négy ilyen recept is található! Ez ugyanis azt jelenti, hogy az 1700-as évek végén már mindennapos eledel volt a lenézett és közönséges ínségeledelnek tartott krumpli. Magyarosnak mondott ételeink ősei közül több is felfedezhető a gyűjteményben – kaszáslé, töltött káposzta, véres hurka, levélen sült –, s itt olvasható a paprika, továbbá a paradicsom használatának első feljegyzése is! (...) Az igazi meglepetés azonban, hogy felaprított hagymát pirít a zsíron! Nem igaz tehát, hogy ez az eljárás csak a 19. században terjedt el.".
- A 19. század meghatározó szakácskönyve Czifray István Magyar Nemzeti Szakácskönyve, mely 1816-ban jelent meg először, s számos kiadást megélt.

Legújabb magyar szakácskönyv. Készült a Felséges Nádor-Ispány Ő Cs. és Kir. Fő Herczegsége Udvari :Fő szakács mestere útmutatása szerint Cz. I. által. Pest, 1816. Trattner J. T. XIX, 285 p.
2. kiadás: Czifrai István magyar nemzeti szakácskönyve, magyar gazdaszszonyok szükségeihez alkalmaztatva. Biztos és sok esztendei tapasztalás által jóvá hagyatott 1648 szakácsi tapasztalások gyüjteménye, melyek szerint a rendes és jó házi gazdaságban megkivántató hús- és bőjti étkek, különféle sütemények, nedvek, kocsonyák, fagylaltok, gyümölcsök stb. a legszebb izléssel és legjutalmasabb áron készittethetnek. Pest, 1819. Trattner J. T. XIX, 20-285 p.
3. kiadás: Pesten, 1829. Trattner J. M. és Károlyi I., 272 p. – n. 8°
Az 1929-es harmadik kiadás (az utolsó, melyet a szerző személyesen alakított) 2009-ben újra megjelent, nem reprintként, hanem a mai helyesíráshoz igazított formában, szótárral kiegészítve, klasszikus tipográfiával, megtartva a régi nyelvezetet.
4. kiadás: Pesten, 1830. Trattner J. M. és Károlyi I., XVI, IV, 5-320 p. – n. 8°
5. kiadás: Pest, 1933. Trattner és Károlyi. XVI, IV, 338 p.
6. megbővített kiadás. Ujra kiadta Vasváry Gyula. Pesten, 1840. Trattner és Károlyi., XXX, 599 p. – n. 8°
7. kiadás: Ujra kiadta Vasváry Gyula. Pesten, 1845. Petrózai Trattner J. M. és Károlyi I., XXX, 599 p. – n. 8°
 : Kilenczedik megbővített kiadás: Budapest, 1875. Bucsánszky. XXX, 590 p.
 : Ez egy kalózkiadás, bibliográfiák nem említik. Belívei megegyeznek az 1845-ös 7. kiadás íveivel. Valószínűleg a megmaradt krúdákhoz nyomtattak új címlapot és így került forgalomba. (Előfordult a Honterus 43. 2000.05.20-i árverésén, 56.)
8. kiadás: Czifray István: Magyar nemzeti szakácskönyv. 1649 különféle utasitás a hús- a böjti ételek, tészták, sütemények, sültek, nedvek, kocsonyák, fagylaltok, gyümölcsök, likőrök stb. készitésére nézve. Függelékül hasznos háziszerek, szépitőszerek. Budapest, 1888. Rózsa Kálmán és neje. XXXII, 612 p. – 8° A 8. kiadás 1888-ban jelent meg.
A kötet 14 szakaszban 602 receptet tartalmaz, tanácsokat a "tráncsírozás módjáról", s három "étellajstromot", 24, 18 és 15 személyre:

- Első szakasz: Böjti levesek, húslevesek és leves után feladatni szokott húsevő és böjti napi ételek, avagy assiettek
- Második szakasz: Marhahúsok, mártások és főzelékek
- Harmadik szakasz: Becsináltak
- Negyedik szakasz: Külömbféle tésztás és gyümölcseledelek
- Ötödik szakasz: Külömbféle pecsenyék, kompók és saláták
- Hatodik szakasz: Külömbféle torták s apróbb sütemények
- Hetedik szakasz: Aludt levek, krémek, habzó tejek, fagylaltak, jegek, marmeládok, befőtt és becsinált gyümölcsök
- Nyolcadik szakasz: Meleg italok
- Kilencedik szakasz: Hideg italok
- Tizedik szakasz: Likőrek
- Tizenegyedik szakasz: Bor
- Tizenkettedik szakasz: Betegek itala
- Tizenharmadik szakasz: A tráncsírozás módja
- Tizennegyedik szakasz: Étellajstromok

- A 19. századi szakácskönyvek között jelentős Németh Zsuzsána szakácskönyve is, amely először 1835-ben jelent meg Kassán, s 12. kiadása 1898-ban látott napvilágot. Érdekessége, hogy a "legújabb és megpróbált" (később: "kipróbált") receptek mellett további tanácsokkal is szolgál a háziasszonyoknak a tárolásról, tartósításról a könyv végén található a "Gazdasszonytár mindennemű ház-, konyha-, éléskamra s pincetartási útmutatások, jegyzetek és tapasztalatok" című részben.[7]
- A hozzávalók pontos mennyiségét sok régi szakácskönyv nem tüntette fel. Móra Ferencné (Walleshausen Ilonka),[8] süteményes szakácskönyve volt az egyik első, amelyik ezt megtette.

## Híres külföldi szakácskönyvek
Néhány híres idegen nyelvű szakácskönyv, időrendi sorrendben:
- Apicius: De re coquinaria (The Art of Cooking) (4. század vége – 5. század eleje)
- Ibn Sayyar al-Warraq: Kitab al-Tabikh (Ételek könyve) (10. század)
- Muhammad bin Hasan al-Baghdadi: Kitab al-Tabikh (1226)
- 2 ismeretlen szerző Franciaországból és Itáliából: Liber de Coquina (13. század vége – 14. század eleje)
- Forme of Cury (14th century) by the Master Cooks of King Richard II of England
- Viandier (14. század) by Guillaume Tirel alias Taillevent
- Bartolomeo Platina : De honesta voluptate et valetudine (1475) – az első szakácskönyv, amely a szerző anyanyelvén (olaszul) jelent meg (1487)
- Sir Kenelm Digby: The Closet of the Eminently Learned Sir Kenelme Digbie Knight Opened (1669)
- Eliza Smith: The Compleat Housewife (első amerikai kiadás: 1742)
- Hannah Glasse: The Art of Cookery, Made Plain and Easy (1747)
- Cajsa Warg: Hjelpreda I Hushållningen För Unga Fruentimber (1755)
- Alexandre Viard: Le Cuisinier Royal (1817)
- Eliza Acton: Modern Cookery for Private Families (1845)
- El Cocinero Puerto – Riqueño 1859 (ismeretlen szerző)
- Mrs Beeton's Book of Household Management (1861) by Mrs Beeton
- Подарок молодым хозяйкам, A Gift to Young Housewives (first Russian edition 1861) by Elena Molokhovets
- La scienza in cucina e l'arte di mangiar bene (1891) by Pellegrino Artusi
- Charles Ranhofer: The Epicurean (1894)
- Fannie Merritt Farmer: The Boston Cooking-School Cook Book (1896)
- Lizzie Black KanderThe Settlement Cook Book (1901 és további 34 kiadás)
- Mrs. W.G. Waters: The Cook's Decameron: A Study In Taste, Containing Over Two Hundred Recipes For Italian Dishes (1901)
- Auguste Escoffier különböző szakácskönyvei 1903 és 1934 között
- Irma Rombauer: The Joy of Cooking (1931)
- Larousse Gastronomique (1938)
- Книга о вкусной и здоровой пище (Az ízletes és egészséges étel könyve), első szovjet kiadás 1939); angol fordítás: Boris Ushumirskiy, SkyPeak Publishing, 2012
- The Alice B. Toklas Cookbook (1954)
- Lin Tsuifeng ("Mrs. Lin Yutang"): Cooking with the Chinese Flavor (1956) és más könyvei
- Mrs Balbir Singh's Indian Cookery (1961)
- Julia Child: Mastering the Art of French Cooking (1961)
- Helen Gurley Brown's Single Girl's Cookbook (1969)
- Fanny Cradock – Johnnie Cradock: The Fanny and Johnnie Cradock Cookery Programme (1970)
- Diet for a Small Planet (1971) by Frances Moore Lappé
- Evelyn Rose:The Complete International Jewish Cookbook (1976)
- Mollie Katzen: Moosewood Cookbook (1978)

## Mai divatos szakácskönyvek
Manapság szakácskönyvek kiadása részben új táplálkozási módszerekhez, részben ismert közszereplőkhöz, vagy televíziós "főzős" műsorokban szereplő személyekhez kötődik. A szerzők közé tartozik:
- Jamie Oliver
- Mautner Zsófi
- Stahl Judit
- Váncsa István szakácskönyve (2004)